# Kolumbianische Lilastrahlige Riesenvogelspinne
Die Kolumbianische Lilastrahlige Riesenvogelspinne (Pamphobeteus insignis) ist eine Spinne aus der Familie der Vogelspinnen (Theraphosidae). Die Trivialbezeichnung deutet auf das Verbreitungsgebiet und die optische Erscheinung der Art hin.
Der englische Trivialname der Kolumbianischen Lilastrahligen Riesenvogelspinne lautet Colombian purplebloom tarantula (übersetzt etwa „Kolumbianische Lilablüten-Vogelspinne“).

## Merkmale
Die Kolumbianische Lilastrahlige Riesenvogelspinne erreicht eine Körperlänge von etwa 80 bis 90 Millimetern und eine Beinspannweite von gut 190 Millimetern, wobei auch schon Exemplare mit einer Beinspannweite von ca. 216 Millimetern nachgewiesen wurden. Damit zählt die Kolumbianische Lilastrahlige Riesenvogelspinne wie alle Arten der Gattung Pamphobeteus zu den größeren Vogelspinnen.
Die Art ist vergleichsweise kompakt und robust gebaut. Auffällig sind die kräftigen Extremitäten und das große Opisthosoma (Hinterleib). Die Behaarung fällt bei der Art eher kurz aus. Wie alle Arten der Gattung verfügt auch die Kolumbianische Lilastrahlige Riesenvogelspinne über Stridulationsorgane am dritten und vierten Beinpaar und wie viele amerikanische Vogelspinnen über Brennhaare und wird somit zu den bombardierfähigen Vogelspinnen gezählt.

### Sexualdimorphismus
Wie viele Spinnen weist auch die Kolumbianische Lilastrahlige Riesenvogelspinne einen auffälligen Sexualdimorphismus (Unterschied der Geschlechter) auf, so ist auch hier das Weibchen deutlich kräftiger als das Männchen gebaut. Der Dimorphismus der Geschlechter der Kolumbianische Lilastrahlige Riesenvogelspinne macht sich neben dem Körperbau auch in der Färbung bemerkbar.
Das Weibchen ist schwärzlich olivbraun, obgleich die Grundfärbung hier kurz vor der Häutung in ein Rotbraun übergeht. Das Männchen verfügt ebenfalls über eine bräunliche Grundfärbung, weist aber wie alle Arten der Gattung einen Farbschimmer durch Irisierung auf. Dieser erscheint hier rosa bis violett und ist auf den Femora (Schenkel) und dem Carapax (Rückenschild des Prosomas, bzw. Vorderkörpers) sichtbar. Durch diese durch Lichtbrechung verursachte Färbung erhielt die Kolumbianische Lilastrahlige Riesenvogelspinne ihren deutschen Trivialnamen.

### Ähnliche Arten

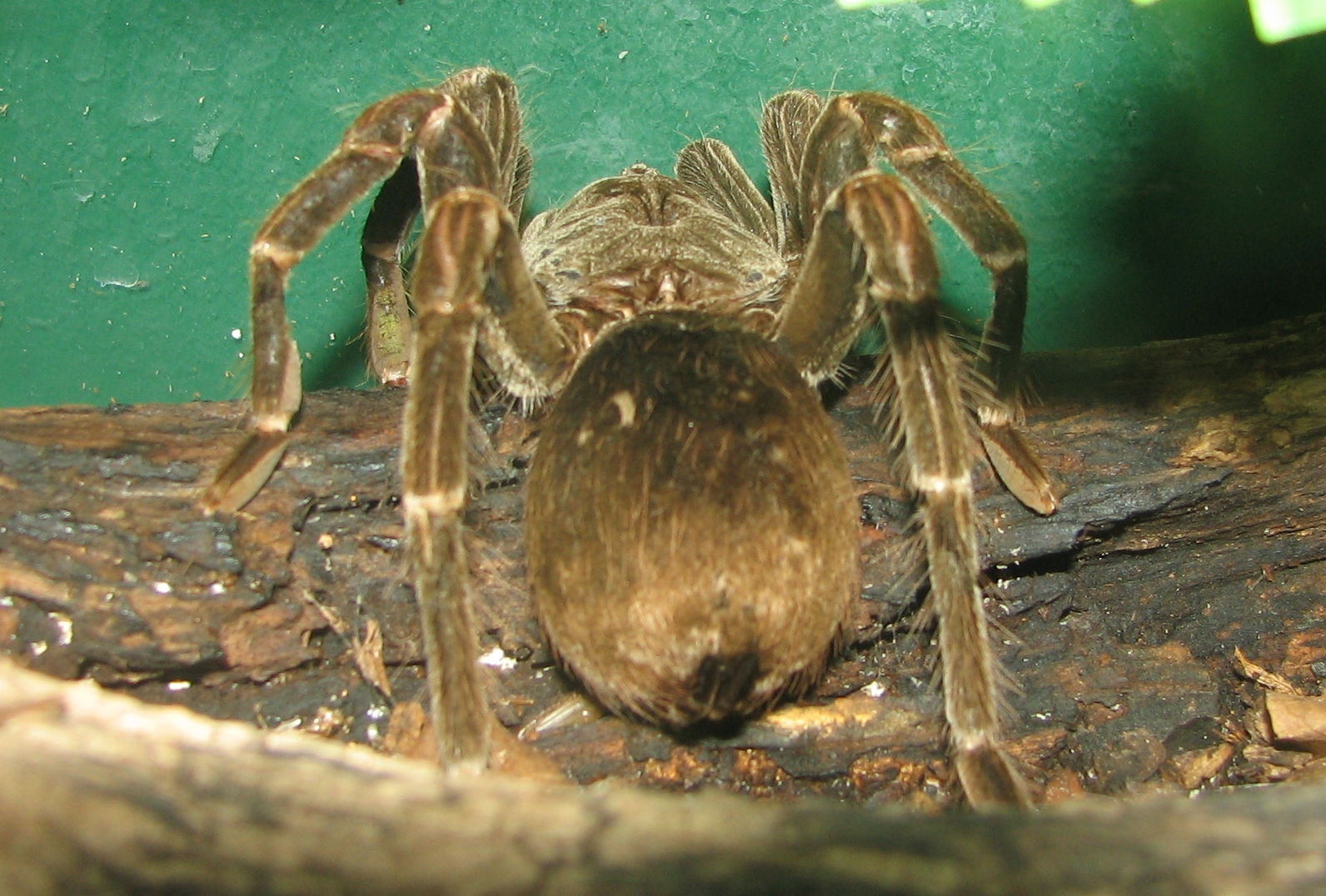
Weibchen der nah verwandten Schwarzen Blaustrahligen Riesenvogelspinne (Pamphobeteus nigricolor)

Die Kolumbianische Lilastrahlige Riesenvogelspinne kann leicht mit der Kolumbianischen Rosastrahligen Riesenvogelspinne (Pamphobeteus ornatus) und besonders mit der Schwarzen Blaustrahligen Riesenvogelspinne (Pamphobeteus nigricolor), die beide zur gleichen Gattung wie die Kolumbianische Lilastrahlige Riesenvogelspinne zählen, verwechselt werden. Alle drei Arten besitzen ähnliche Körperausmaße und zudem eine bräunliche Grundfärbung.
Von der Schwarzen Blaustrahligen Riesenvogelspinne unterscheidet sich die Kolumbianische Lilastrahlige Riesenvogelspinne durch das Vorhandensein einer dichten Ansammlung sehr feiner, eng anliegender Stacheln mit Widerhaken an den Trochantern (Schenkelringen) der Pedipalpen (umgewandelte Extremitäten im Kopfbereich), die der Schwarzen Blaustrahligen Riesenvogelspinne fehlen. Die Irisierung auch am Carapax ist nur bei den Männchen der  Kolumbianischen Lilastrahligen Riesenvogelspinne zu sehen, bei den beiden anderen Arten nur an den Beinen.

## Vorkommen

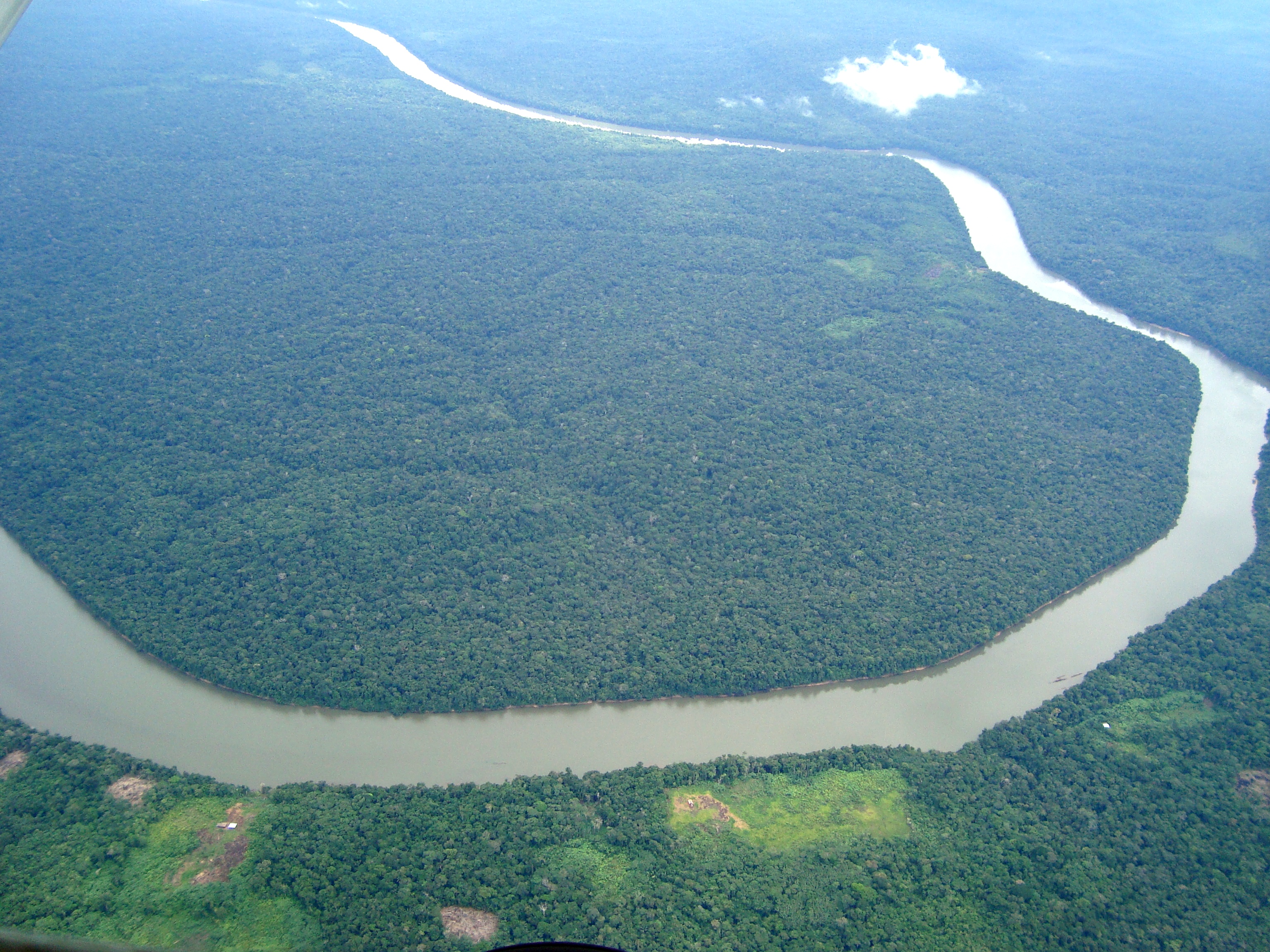
Ein Bestandteil des Amazonischen Regenwaldes in Kolumbien, der von der Kolumbianischen Lilastrahligen Riesenvogelspinne in diesem Land bewohnt wird.

Die Kolumbianische Lilastrahlige Riesenvogelspinne ist entsprechend ihrem Trivialnamen ausschließlich in Kolumbien vertreten. Dort bewohnt sie den Amazonischen Regenwald und hält sich entsprechend ihrer Lebensweise am Bodengrund auf.

### Bedrohung und Schutz
Der Bestand der Kolumbianischen Lilastrahligen Riesenvogelspinne wird von der IUCN nicht gewertet, wodurch keine Informationen über mögliche Bestandsbedrohungen der Art vorhanden sind. Sie unterliegt dementsprechend keinem Schutzstatus.

## Lebensweise
Die Kolumbianische Lilastrahlige Riesenvogelspinne zählt zu den bodenbewohnenden Vogelspinnen und gräbt sich wie andere Arten der Familie mit dieser Lebensweise eine mit Wohngespinst ausgekleidete Erdröhren, die als Aufenthaltsort der Spinne dient. Wird ein bereits vorhandenes Versteck gefunden, dann wird dieses genommen und ggf. ausgebaut.
Die wie alle Vogelspinnen nachtaktive Art ist am Tag versteckt und zeigt sich bevorzugt ab der Dämmerung am Ausgang ihres Unterschlupfes und lauert dort auf beliebige Beutetiere. In das Beutespektrum der Kolumbianischen Lilastrahligen Riesenvogelspinne zählen neben anderen Gliederfüßern aufgrund der Größe der Spinne auch kleinere Wirbeltiere, darunter Nagetiere und Reptilien in passender Größe. So wurde in Gefangenschaft auch schon das erfolgreiche Überwältigen von Exemplaren der Bahamaanolis (Norops sagrei) beobachtet.

### Abwehrverhalten
Die Kolumbianische Lilastrahlige Riesenvogelspinne zählt zu den defensiveren Arten der Familie und zieht bei Störungen, etwa Begegnungen mit möglichen Prädatoren (Fressfeinden), die Verteidigung durch das sog. Bombardieren vor, wobei sie Brennhaare in Richtung eines Angreifers entgegenschleudern. Wie andere Vogelspinnen kann auch diese Art bei anhaltender Störung die für Vogelspinnenartige typische Drohgebärde einnehmen, bei der sich die Spinne aufrichtet und die Pedipalpen mitsamt dem vorderen Beinpaar erhebt. Bei Wirkungslosigkeit dieser Drohgebärde kann die Kolumbianische Lilastrahlige Riesenvogelspinne auch zu einem Biss provoziert werden.

### Lebenszyklus und Fortpflanzung
Das Fortpflanzungsverhalten der Kolumbianischen Lilastrahligen Riesenvogelspinne entspricht dem anderer Vogelspinnen und verläuft zumeist ohne ein aggressives Verhalten seitens des Weibchens gegenüber dem Männchen, wie dies bei anderen Spinnenfamilien oft der Fall ist. Ein geschlechtsreifes Männchen sucht den Unterschlupf eines Weibchens, das diesen durch arteigene Pheromone für Geschlechtspartner bemerkbar macht. Das Männchen trommelt nun zur Balz vor dem Unterschlupf des Weibchens auf den Boden und gibt sich somit diesem als Geschlechtspartner zu erkennen. Bei Paarungsbereitschaft erwidert ein Weibchen dies ebenfalls durch ein Trommeln.
Einige Zeit nach der Paarung fertigt das Weibchen dann einen vergleichsweise großen Eikokon mit einem Durchmesser von etwa 50 bis 80 Millimetern an, der meist 80 und maximal 180 Eier enthalten kann. Die Jungtiere schlüpfen ebenfalls nach einer längeren Zeitperiode und wachsen wie bei Spinnen üblich durch mehrere Häutungen heran. Die Jungtiere weisen bereits nach dem Schlupf eine Körperlänge von ca. 19 bis 24 Millimetern und in der ersten Fresshaut (Häutungsstadium) eine Länge von etwa 127 bis 146 Millimetern auf und sind somit vergleichsweise groß.
Die Jungtiere wachsen recht schnell heran. Männchen können bereits nach anderthalb und Weibchen nach zweieinhalb Jahren die Geschlechtsreife erlangen.

### Terraristik
Die Kolumbianische Lilastrahlige Riesenvogelspinne wird wie viele Vogelspinnen aufgrund ihres markanten Erscheinungsbilds einschließlich ihrer für Spinnen imposanten Größe gelegentlich als Heimtier in der Terraristik erhalten. Sie ist aber verglichen mit anderen Vogelspinnen sehr selten im Handel verfügbar, wodurch die Nachfrage das Angebot zumeist deutlich übersteigt.
Positiv wird von Interessenten neben ihrem Aussehen auch ihr verglichen mit einigen anderen Vogelspinnen berechenbareres Wesen aufgefasst. Wichtig für die Haltung ist aufgrund der grabfreudigen Lebensweise ein dementsprechend tiefer und grabfähiger Untergrund und nach Möglichkeit ein Versteck, die der Spinne bereitgestellt werden sollten. Außerdem sollte die jeweilige Behausung hinsichtlich der Dimensionen für die Haltung eines einzelnen Exemplars entsprechend der Größe der Spinne ausgewählt sein. Zuletzt sollten Luftfeuchtigkeit und Temperatur ihres natürlichen tropischen Habitats bestmöglich simuliert werden.
Die Art wurde zusammen mit der ebenfalls zur Gattung Pamphobeteus zählenden Art Pamphobeteus ferox und der Schwarzen Blaustrahligen Riesenvogelspinne (P. nigricolor) in den frühen bis mittleren 1990er Jahren zwecks des Heimtierhandels von Kolumbien in andere Kontinente exportiert, was bis 1998 andauerte. Seitdem erfolgt recht selten die Vermehrung durch Nachzuchten in Gefangenschaft, was die Verfügbarkeit der Kolumbianischen Lilastrahligen Riesenvogelspinne im Handel erklärt.

## Systematik
Die Kolumbianische Lilastrahlige Riesenvogelspinne wurde 1903 von Reginald Innes Pocock zusammen mit weiteren Arten der Gattung Pamphobeteus erstbeschrieben und bereits zu diesem Zeitpunkt in die vom gleichen Autor zwei Jahre zuvor beschriebene Gattung eingeordnet und erhielt schon damals ihre noch heute gültige Bezeichnung Pamphobeteus insignis. Umbenennungen oder Umstellungen erfuhr die Art dementsprechend nicht.